# Karol Bermúdez
Karol Stefani Bermúdez Da Costa Martínez (Durazno, Departamento de Durazno, Uruguay; 18 de abril de 2001) conocida simplemente como Karol Bermúdez es una futbolista uruguaya. Juega de mediocampista en Atlético Mineiro del Brasileirão Femenino. Es internacional con la Selección de Uruguay.

## Trayectoria

### Liverpool
Comenzó su trayectoria futbolística en Liverpool de Montevideo, donde se formó en las divisiones juveniles del club, jugando en la sub-19. A partir de la temporada 2018 integra el primer equipo donde permanece por dos temporadas más.

### Nacional
A partir de 2021 se integra a el Bolso de cara a la temporada de dicho año. Con el tricolor jugó la Copa Libertadores 2021, culminando en cuarto lugar luego de una tanda de penales por el tercer puesto en donde ella fue la única de sus compañeras que logró anotar.

### Atlético Mineiro
En enero de 2022 se hace oficial su ficha hacia Atlético Mineiro de Brasil. Siendo esta la primera experiencia internacional de Bermúdez.

## Selección nacional
Fue parte de las selecciones juveniles sub-17 y sub-20 desde 2018 y 2020 respectivamente. Con la sub-17 jugó el Mundial 2018 de dicha categoría, y con la sub-20 el Sudamericano del año 2020.
Su debut con la selección absoluta se dio el 8 de octubre de 2019 en un partido amistoso ante Chile, ingresando a los 78 minutos en lugar de Lorena González.

## Estadísticas

### Clubes
| Club             | País    | Año             |
| ---------------- | ------- | --------------- |
| Liverpool        | Uruguay | 2018 - 2020     |
| Nacional         | Uruguay | 2021            |
| Atlético Mineiro | Brasil  | 2022 - presente |

## Distinciones individuales
Fue parte del Once ideal de jugadoras jóvenes Conmebol, en enero de 2022.